# Марія Качинська
Марі́я Гелена Качи́нська (пол. Maria Helena Kaczyńska; 21 серпня 1942, Махау (зараз с. Махово, Білорусь) — 10 квітня 2010, біля Смоленська) — польська економістка та громадська діячка. Дружина 8-го президента Польщі Леха Качинського. Загинула разом з чоловіком в авіакатастрофі під Смоленськом.

## Біографія
Марія Качинська народилася 1943 року на території окупованої нацистами Польщі в селі Махув Люблінського округу (нині — Люблінське воєводство) у родині Чеслава та Лідії Мацкевич.
Переїхавши з батьками в місто Рабка-Здруй на півдні Польщі, Марія здобуває першу шкільну освіту. Потім переїздить до міста Сопот, де і отримує освіту в області економіки транспорту і зовнішньої торгівлі. Після завершення навчання у 1966 році працювала в Морському інституті в Ґданську, де через десять років познайомилася з майбутнім чоловіком Лехом Качинським. У 1978 році Марія та Лех одружися, а у 1980 році народили доньку Марту.
Качинська володіла англійською та трохи іспанською та російською мовами.

## Смерть
Марія Качинська загинула, перебуваючи на борту літака, що розбився поблизу Смоленська 10 квітня 2010 року, коли польська делегація прямувала на вшанування жертв тоталітарних репресій до меморіального комплексу Катинь.

### Поховання
Поховали Марію Качинську разом із чоловіком Лехом 18 квітня 2010 р. у Вавельській катедрі на території королівського замку Вавель у Кракові. Жалобна церемонія в Кракові зібрала понад 150 тис. людей на площі Ринок, в церемонії планували взяти участь 70 іноземних делегацій, проте через закриття повітряного простору через виверження вулкану Ейяфйоль змогли взяти участь лише 18, які дісталися наземним транспортом. З української сторони були присутні В. Янукович, В. Ющенко, Ю. Тимошенко, К. Грищенко.

## Вшанування пам'яті

### Польща
- 16 квітня 2010 року в місті Сопот на честь загиблого подружжя Качинських був названий Парк Качинських.
- 28 квітня 2010 року в місті Гдиня на честь загиблого подружжя Качинських був названий Парк Качинських.
- Також на честь загиблого подружжя Качинських названа Вулиця Качинських у місті Ольштин.

### Грузія
- У 2010 році у місті Батумі з'явилася Вулиця Леха і Марії Качинських.

### Габон
- У 2010 році у місті Ембасо з'явився Шпиталь імені Марії і Леха Качинських.